# Печка патриаршия
 Тази статия е за патриаршията.  За манастира на Печката патриаршия вижте Печка патриаршия (манастир).  
Печката патриаршия (на сръбски: Пећка патријаршија), Пекската патриаршия, или Ипечката патриаршия, Ипекската патриаршия е историческа българо-сръбска автокефална православна църква, издигната в патриаршия на църковно-народен събор в Скопие, провел се през страстната седмица на 1346 г. 
Крал Стефан Душан издига дотогавашната Жичка архиепископия, основана през 1219 г. (с четири стари български епархии на Охридската архиепископия) в патриаршия, за да може да бъде коронясан за цар със семейството си. 
Патриаршията просъществува в периода 1346-1766 години, с прекъсване в периода 1463-1557 години. Официалният титул на печките предстоятели-патриарси е „Отца и оучителя Сръблем и Блъгаром“,, като неизменно в диоцеза на църквата е главната българска култова православна светиня – Рилският манастир.

## Предистория
Сава Сръбски преследва специална цел със създаването на нарочна сръбска архиепископия в Жича през 1219 г., а именно приобщаване на сърбите към православието след Великата източно-западна схизма от 1054 г. – след превземането на Константинопол на 13 април 1204 г. Сръбската архиепископия е базирана върху стари български епархии, фундамент сред които е рашката епархия с най-старата църква на територията на днешна Сърбия – храмът „Св.св. Петър и Павел“.

## Възстановяване на Печката патриаршия
След като Босна е завоювана от Османската империя, временно нуждата от нарочна сръбска православна църква за нуждите на имперското управление отпада и диоцезът на Печката патриаршия е придаден на Охридската архиепископия.
През 1555 г. по времето на султан Сюлейман Великолепни в дивана преобладават сърби при великия везир Мехмед паша Соколович – Рюстем паша и Али паша Семиз. Това е обяснимо, предвид османо-хабсбургските войни и обособяващата се военна граница. С началото на контрареформацията и католическата пропаганда, необходимостта от специална сръбска православна църква става особено належаща и диванът взема решение да възобнови старата Душанова патриаршия, като в нея влизат целокупните сръбски земи, включително земи под османска власт които преди не са били в диоцеза ѝ, като Босна и Херцеговина, Срем, Трансилвания и Банат, вкл. днешните унгарски и словашки земи.
Целта на възстановената през 1557 г. автокефална църква е и политическа – да способства посредством православната вяра укрепване властта на султана в сръбските католически земи, включая и военната граница. От църковно-институционална гледна точка най-здраво укрепени били тиловите западни български земи със Скопие, които умишлено пребивавали в печкия диоцез, като в това число влизали намиращите се днес в България: Кюстендил, Самоков, Рилски манастир, Мехомия (Разлог) и Банско.
В 1766 г. диоцезът на Печката патриаршия е включен в, и подчинен на Цариградската патриаршия при предстоятелството на Самуил Ханджери.

## Титули на предстоятелите на църквата
Още от създаването на патриаршията църковният ѝ предстоятел носи титула 
| „ | подържащ сръбското началство, и Българи, и поморските страни | “ |

 (по адриатическото крайбрежие). През 1580 г. печкият престоятел се титулова 
| „ | патриарх на всички сърби и българи, и на северните страни | “ |

 (Османска Унгария). През 1589 г. църковният предстоятел се титулова 
| „ | отец и учител на сърбите и българите | “ |

. Към 15 юни 1664 г. пълният титул на патриарх Максим Печки е 
| „ | Максим, по Божията милост архиепископ Печки, и патриарх на всички сърбияни и българи, на западното поморие, и на северните страни | “ |

.

## Диоцез
Печката патиаршия в периода 1557 – 1766 години обхваща огромен диоцез включващ всички сръбски земи, Поморавието с Белград, Банат, част от Трансилвания и по-голяма част днешните унгарски и хърватски земи, като земите извън Балканския полуостров са de jure под юрисдикцията на патриаршията до края на т.нар. Голяма турска война, завършила с Карловацкия конгрес, т.е. през XVI–XVII век.
Границите на патриаршията обхващат освен земите на сръбския православен клир, но така също и западните български земи. В диоцеза ѝ влизат освен земите на днешно Косово и Северна Македония (обособени в Скопска епархия), Кюстендилската митрополия и Самоковската епископия с Мехомия и Банско (Самоковска епархия).
В диоцеза на Печката патриаршия в периода от възобновяването ѝ през 1557 г. е неизменно Рилският манастир. В музея на Рилския манастир се пази епитрахил, подарен от рашкия митрополит Симеон Охридски на манастира през 1550 г.